# حيدحمس (الحد)

تعديل مصدري - تعديل

حيدحمس هي إحدى قرى عزلة الحد بمديرية الحد التابعة لمحافظة لحج، بلغ تعداد سكانها 63 نسمة حسب تعداد اليمن لعام 2004.